# Parafia św. Bartłomieja Apostoła w Świerkach
Parafia św. Bartłomieja w Świerkach – parafia rzymskokatolicka z siedzibą w Świerkach, w dekanacie Nowy Staw w diecezji elbląskiej.

## Zasięg parafii
Do parafii należą wierni z miejscowości: Lipinka, Lubstowo, Myszewo, Nidowo i Świerki.
Pierwotny kościół w Świerkach pw. św. Wojciecha był budowlą murowaną, wybudowaną w stylu gotyckim w XIV wieku. W 1823 roku dokonano jego przebudowy. W wyniku działań wojennych w 1945 roku, kościół gotycki uległ zniszczeniu. Wówczas do celów sakralnych przystosowano były zbór protestancki, wybudowany w 1798 roku. Jest to budowla ryglowana, murowana, jednonawowa z jedną wieżą. Wewnątrz znajduje się ołtarz główny. Poświęcenia kościoła dokonano w 1946 roku.
W Myszewie znajduje się kościół filialny pw. Podwyższenia Krzyża Świętego z XIV wieku, poświęcony w 1946 roku, w Lipince kaplica pw. NMP Wspomożycielki Wiernych, zbudowana w latach 1992]-1993 przez mieszkańców.

## Proboszczowie parafii w XX wieku
| imię i nazwisko                                                     | daty urzędowania |
| ------------------------------------------------------------------- | ---------------- |
| ks. Andrzej Coekoll                                                 | 1892–1932        |
| ks. Maksymilian Piechowski                                          | 1932-1945        |
| parafia obsługiwana przez duszpasterzy z Lasowic Wielkich i Marynów | 1945-1957        |
| ks. Alfons Zieliński                                                | 1957-1972        |
| ks. Henryk Klofczyński                                              | 1972-1975        |
| ks. Bogusław Cieślik                                                | 1975-1980        |
| ks. Zenon Lewkowicz                                                 | 1980-1989        |
| ks. Janusz Łukowski                                                 | 1989-1996        |
| ks. Jan Sztygiel                                                    | 1996-1997        |
| ks. Zdzisław Siłakowski                                             | 1997-2011        |
| ks. Mieczysław Bojda                                                | od 2011          |